# 赵修德
赵修德（1918年—2004年12月20日），曾化名陈文蔚，山东寿光人。中华人民共和国政治人物、中国人民解放军大校。

## 生平

### 民国时期
1931年，赵修德在寿光县立中学读书。1934年，考入山东省立济南高中，经同学梁仞千（梁玉振）介绍加入中国共产主义青年团。1935年12月，担任济南学生救国联合会负责人。1936年，担任“中华民族解放先锋队”济南及山东总队部队长。同年冬，出席全国“学联”、“民先”、“各界救国会”成立大会，并被选为三个组织的执行委员。1937年春，参加了由北平、天津、太原、保定、石家庄、济南等地学生组建的赴南京请愿代表团，被扣押半月，押送回北平。1937年七七事变后，参加了由李昌、蒋南翔等组建的平津流亡学生团到达济南。
1937年12月29日，马保三、韩明柱等在寿光牛头镇发动起义，成立八路军鲁东游击第八支队（马保三任司令员，韩明柱任副司令员，张文通任政委，杨涤生任政治部主任）。同时，中共鲁东工委书记鹿省三在昌邑和潍县北部地区领导举行起义，建立八路军鲁东游击第七支队（鹿省三任政委，冯国祥任支队长，孙汉三任参谋长）。1938年3月，鲁东游击七、八支队合编，成立八路军鲁东游击指挥部。马保三任司令员，韩明柱任副司令员，张文通任政委，王一之任政治部主任，刘广汉任参谋长，赵修德任第七支队长。同年8月，加入中国共产党；赵修德还担任军政委员会副主席。1938年4月，八路军攻占黄县后，向掖县活动，5月12日与胶东游击第3支队会合，之后东上黄县，同第3军指挥部会师，组成抗日联军，赵修德兼任胶东抗日联军参谋长（指挥马保三，政治委员林一山，政治部主任宋澄）。同年冬，八路军奉命调鲁南开辟沂蒙山区根据地，改编为八路军山东纵队第一支队。1939年底，赵修德调任滨海区独立团政治处主任。1943年，在山东分局党校学习，后任沾化、利津、滨县武装大队协理员。1944年12月，赵修德任渤海区滨县人民政府代县长兼独立营副政委，后任渤海军区特务团、警备团、教导团政委等职。1949年，任德州军分区政治部主任。

### 共和国时期
中华人民共和国成立后，赵修德出任济南军区德州军分区政治部主任、济南军区干部文化学校校长。1958年12月至1960年9月，担任济南军区临沂军分区政治部主任。之后升任济南军区政治部群工部副部长、济南军区动员部政治部副主任。1961年10月，中央军事委员会决定，以济南军区动员部为基础，组建中国人民解放军山东省军区，赵修德任山东省军区政治部副主任。1967年2月，山东省革委会、山东省军区召开全省三级干部会议，他代表“山东省无产阶级革命造反派大联合革命委员会”传达中央负责人指示讲话。1967年5月12日任山东省革命委员会副主任，后任省革委会党的核心小组成员等职。1969年，中共九大以后，兼任济南市革委会党的核心小组组长。1975年，任山东省军区政治部副主任。1978年7月离职休养，1988年，获中国人民解放军二级红星功勋荣誉勋章。2004年12月20日在济南逝世，享年88岁。